# Małojarosławiec
Małojarosławiec (ros. Малоярославец) – miasto w środkowej Rosji, w obwodzie kałuskim, położone na prawym brzegu rzeki Łuży, oddalone 121 km na południowy zachód od Moskwy i 61 km na północny wschód od Kaługi. Miasto liczy 31 tys. mieszkańców.
Znajduje tu się stacja kolejowa Małojarosławiec, położona na linii Moskwa – Briańsk – Kijów.

## Historia
Osada ufundowana w XIV wieku przez księcia sierpuchowskiego, Włodzimierza Andrejewicza i nazwana Jarosławcem na cześć syna księcia Włodzimierza, Jarosława. W 1485 roku Jarosławiec został przyłączony do Wielkiego Księstwa Moskiewskiego i przemianowany na Małojarosławiec. Prawa miejskie otrzymał w 1776 roku. Miasto było terenem dwóch wielkich bitew, w 1812 roku, podczas kampanii Napoleona w Rosji i w czasie II wojny światowej, w 1941 roku.

## Miasta partnerskie
- Borysów
- Sierpuchow

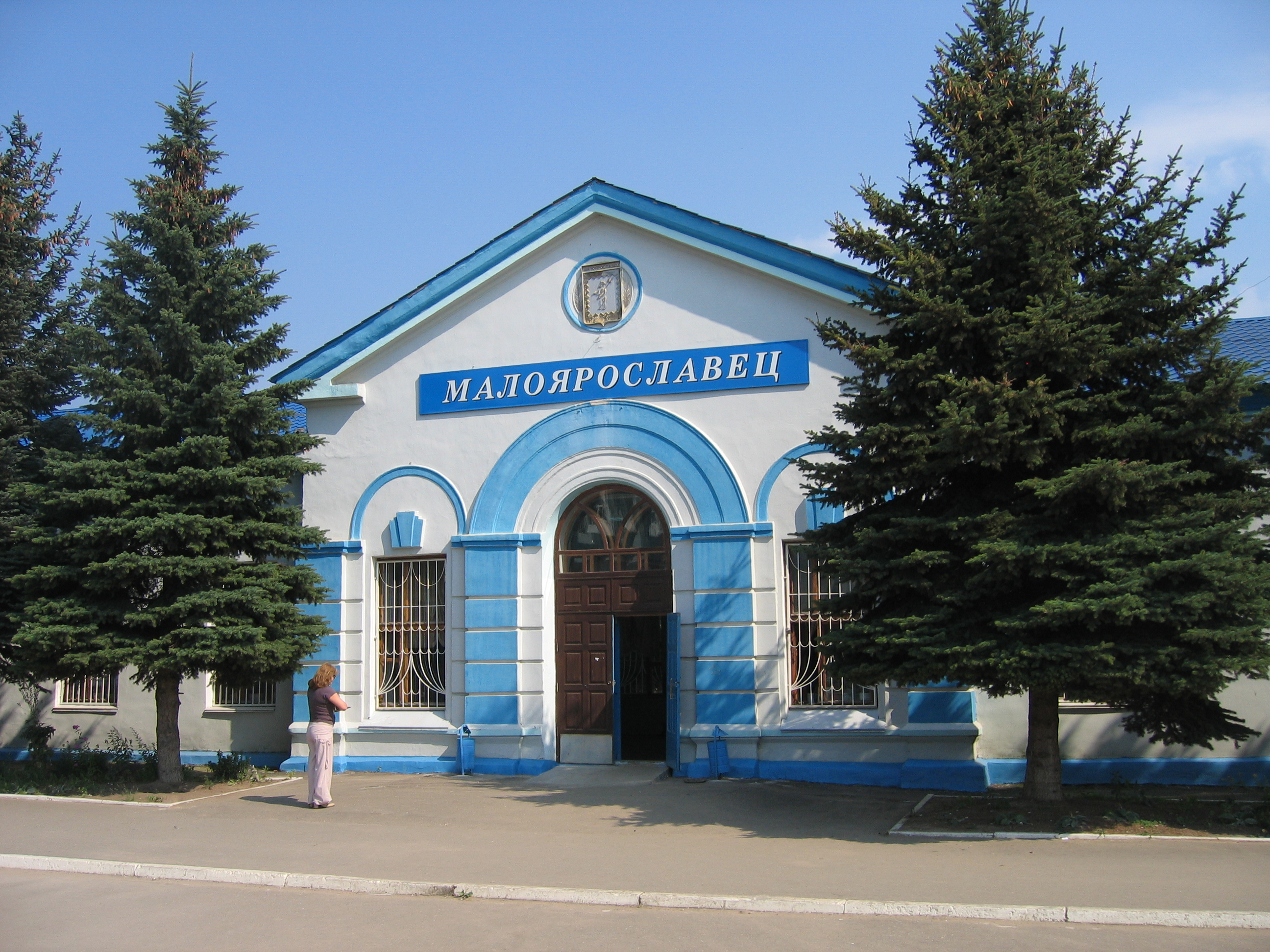
Dworzec w Małojarosławcu.
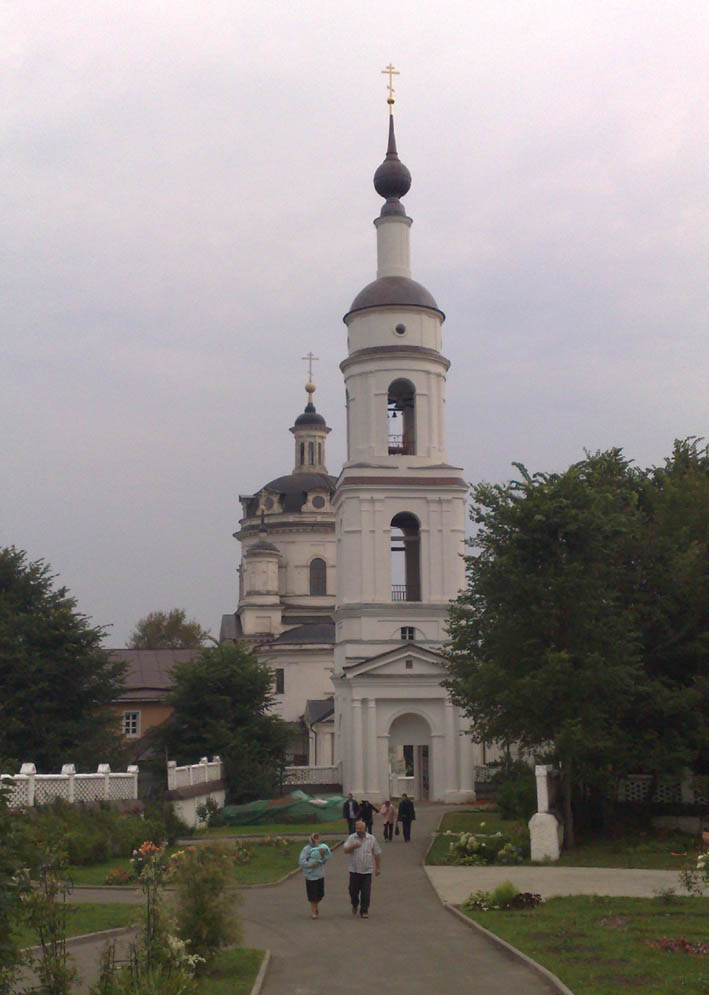
Klasztor św. Mikołaja
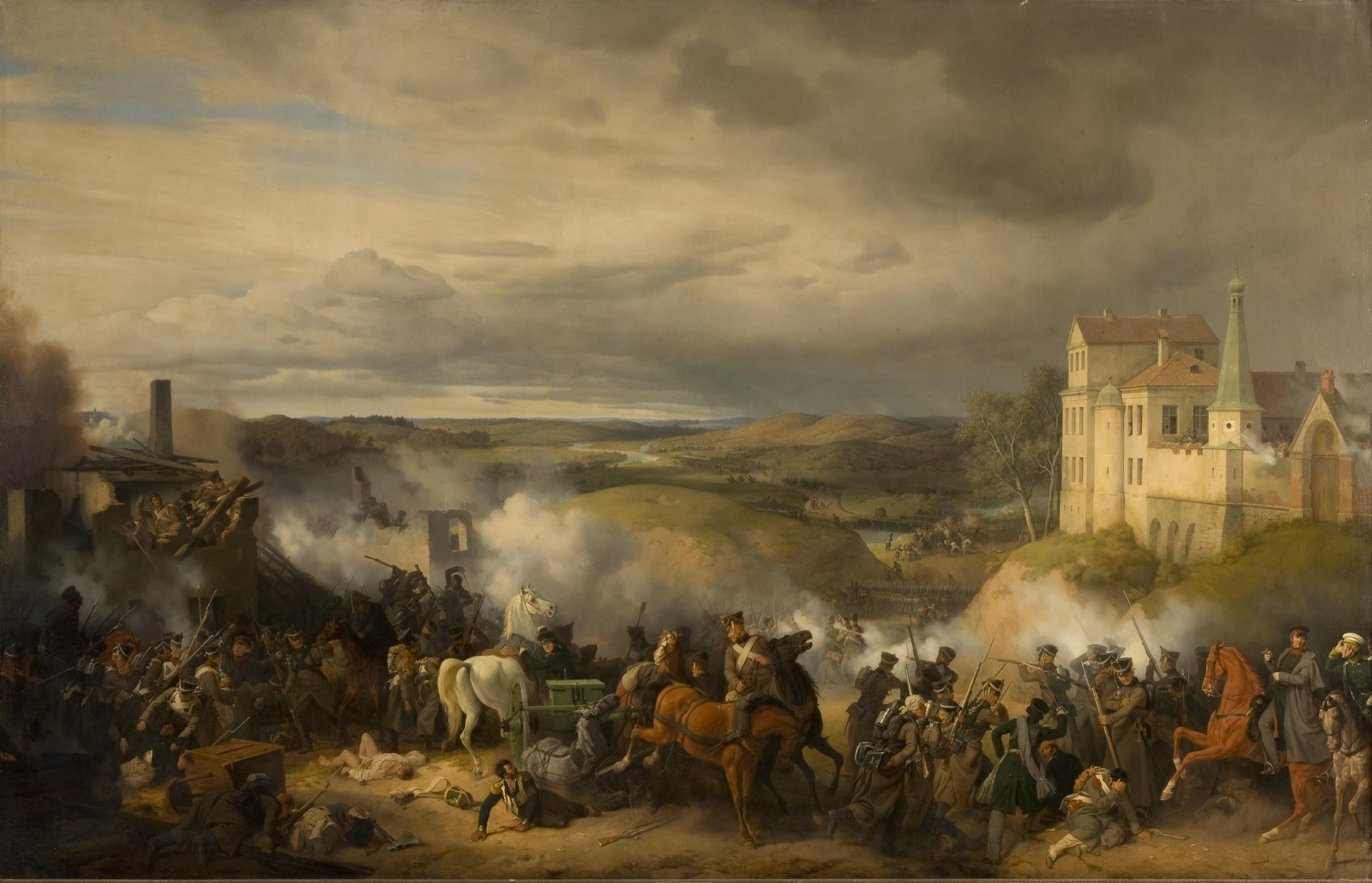
Bitwa pod Małojarosławcem autorstwa Petera von Hessa.